# Kreisassoziation
Kreisassoziationen waren Bündnisse verschiedener Reichskreise im frühneuzeitlichen Heiligen Römischen Reich, vornehmlich nach dem Dreißigjährigen Krieg. Insbesondere im Westen des Reiches versuchten die Vorderen Reichskreise in unterschiedlicher Konstellation, ihre militärische Schwäche durch Zusammenschlüsse auszugleichen. Die Ziele waren ebenso unterschiedlich. Ihre größte Bedeutung hatten sie auf Seiten Kaiser Leopolds I. und seiner Nachfolger bis zum Ende des Spanischen Erbfolgekrieges zur Verteidigung gegen Frankreich. Auf dem Höhepunkt ihrer Bedeutung hatten die Kreisassoziationen der Vorderen Reichskreise mehr zur Reichsverteidigung beigetragen, als die von allen Reichsständen gebildeten Reichstruppen. Zeitweise agierten die Assoziationen auch auf internationaler Ebene.

Die 10 Reichskreise am Anfang des 16. Jahrhunderts
Burgundischer Kreis
Westfälischer Kreis
Niedersächsischer Kreis
Obersächsischer Kreis
Fränkischer Kreis
Oberrheinischer Kreis
Schwäbischer Kreis
Bayerischer Kreis
Österreichischer Kreis
Kurrheinischer Reichskreis
Kreisfreie Gebiete

## Hintergründe
Die Reichskreise waren die Träger der Reichsverteidigung, indem sie in festgelegter Höhe Truppen für die Reichsarmee stellten. Darüber hinaus kam es untereinander zu Formen sicherheitspolitischer Zusammenarbeit. Ihre Bezeichnung ist unterschiedlich. In der Forschung wird dieser Typ des Bündnisses zusammenfassend als Kreisassoziation bezeichnet. Dagegen bezeichnet eine Allianz Bündnisse auch mit auswärtigen Mächten. Die gemeinsame Sicherheitspolitik ergänzte die allgemeine Reichsdefension. Bei Gefahr konnte rascher reagiert werden. Es konnten militärische Vorleistungen oder, wenn die allgemeinen Reichstruppen ausblieben, für diese Ersatz geleistet werden. Bei Bedrohungen oder in Folge von Verträgen konnte die Stärke der eigentlich für die Reichsarmee zu stellenden Kontingente erhöht werden.
Der Zusammenschluss von einzelnen Reichskreisen geht im Grundsatz auf die Reichsexekutionsordnung von 1555 zurück. Die Assoziationen dienten danach zur Wiederherstellung des Landfriedens. Nach dem Dreißigjährigen Krieg schlossen sich zumeist im Westen des Reiches oft nichtarmierte schwächere Reichsstände bzw. Reichskreise zu Assoziationen zusammen, um ihre gemeinsame Sicherheit zu stärken und Defizite der Reichskriegsverfassung auszugleichen.

## Anfänge
Erste Ansätze zu einer Assoziation aller Vorderen Reichskreise versuchte der Mainzer Erzbischof Johann Philipp von Schönborn 1651 zu schaffen. Das Vorhaben misslang, wurde aber zum Vorbild für die späteren Ansätze.
Frankreich versuchte nach dem Krieg häufig über Assoziationen Einfluss auf die Reichspolitik zu nehmen. Dies zeigte sich etwa beim Rheinischen Bund von 1658, der sich in erster Linie gegen den Kaiser richtete und dem auch Frankreich beigetreten war. Als der Mainzer Kurfürst nach dem Ende des Rheinischen Bundes plante, Assoziationen zu gründen, deren Schutzherr diesmal der Kaiser sein sollte, scheiterten diese Ansätze am französischen Widerstand wie auch am kaiserlichen Desinteresse. Immerhin kam 1671 die Marienburger Allianz mit dem Kaiser an der Spitze zustande.

## Frankfurter und Laxenburger Allianz

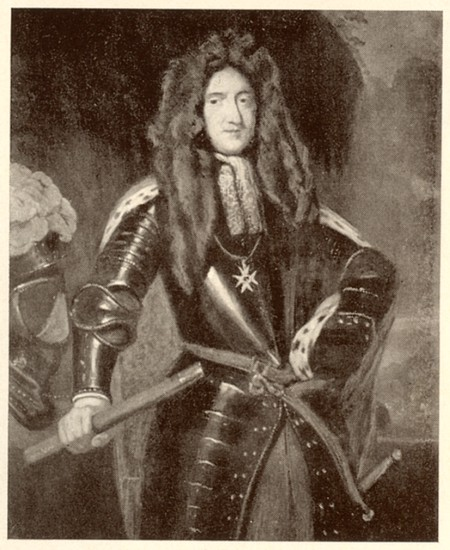
Georg Friedrich von Waldeck-Eisenberg war Hauptinitiator der Frankfurter Allianz.

Im Jahr 1679 bildete sich insbesondere auf Betreiben von Georg Friedrich von Waldeck die Frankfurter Allianz. In dieser schlossen sich kleine Reichsstände zusammen, insbesondere aus der Wetterau, dem Westerwald und der Eifel. Neben dem Schutz vor französischer Expansion ging es auch um die Wahrung ihrer Interessen gegenüber stärkeren Reichsständen. Die Bedrohung durch Frankreich wurde durch die Besetzung der Reichsstadt Straßburg besonders deutlich. Die Mitglieder der Frankfurter Allianz planten unter anderem die Aufstellung eigener Armeen.
Der Allianz schlossen sich weitere Reichsstände und der Niederrheinisch-Westfälische, der Kurrheinische, der Oberrheinische, der Fränkische und der Schwäbische Reichskreis an.
Zur Laxenburger Allianz wurde das Bündnis durch den Beitritt Leopolds I. 1682 erweitert. Kurz zuvor war die Reichsverteidigungsordnung von 1681/1682 als Kompromiss zwischen dem Kaiser und den Reichsständen beschlossen worden. Dabei hatten die Reichskreise die Kontingente zur Reichsarmee zu stellen. Aber dies war noch nicht in allen umgesetzt. Zudem erwies sich später die so aus zahlreichen Einheiten gebildete Armee als schwer einsetzbar. Der Kaiser bevorzugte zur effektiven Reichsverteidigung daher die freiwilligen Beiträge einer Assoziation als die Zwangsbeiträge aller Reichsstände. Damit versuchte er die Schwäche der eigentlichen Reichsarmee auszugleichen. Der Assoziationsgedanke an sich hatte auch das Potenzial, föderative Elemente in der Reichsverfassung zu stärken. Wenn der Kaiser aber selbst eine führende Rolle bei der Assoziation spielte, konnte dies seinen Einfluss im Reich stärken.
Beteiligt waren sowohl protestantische als auch katholische Stände. Das Bündnis war auf drei Jahre angelegt und beschloss die Aufstellung von drei Armeen unter kaiserlichem Oberbefehl. Diese Konstruktion ermöglichte einen Reichskrieg gegen die Reunionspolitik Ludwigs XIV. ohne formelle Zustimmung des Reichstages, die auf Grund der profranzösischen Politik Kurbrandenburgs nicht möglich war. Zum Einsatz kamen die Truppen schließlich nicht gegen Frankreich, sondern gegen das Osmanische Reich, dessen Armee Wien belagerte.

## Augsburger Allianz

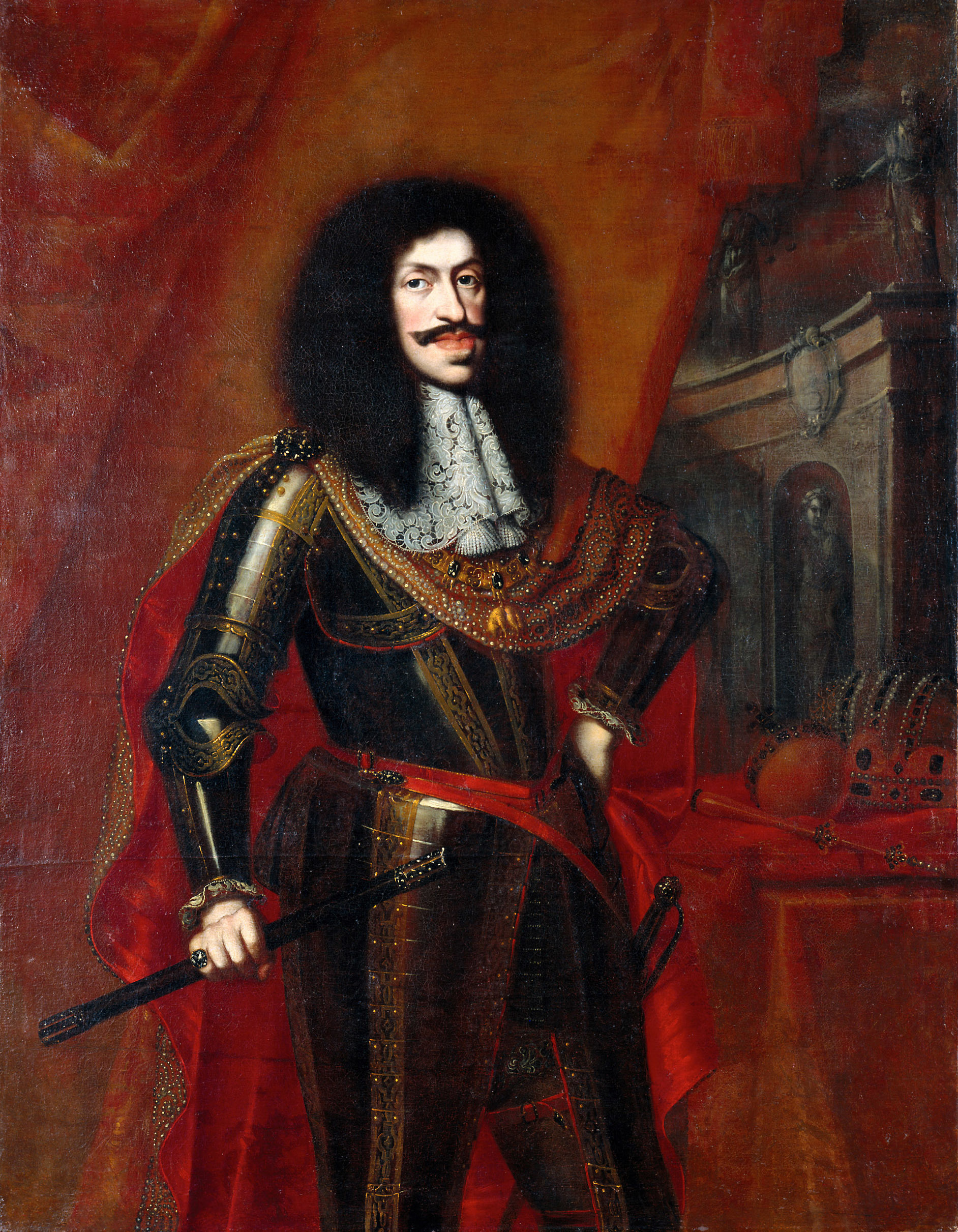
Leopold I. nutzte den Assoziationsgedanken auch zur Vergrößerung seines Einflusses im Reich.

Obwohl vor dem Hintergrund der von den Osmanen ausgehenden Gefahr mit dem Regensburger Stillstand von 1684 ein Waffenstillstand mit Frankreich abgeschlossen worden war, bemühte sich der Kaiser um eine Verlängerung der Laxenburger Allianz zum Schutz der Westgrenzen. Anfangs sahen die Reichskreise und -stände dafür keine Notwendigkeit. Erst nachdem die Erfolge gegen die Osmanen das kaiserliche Ansehen befördert hatten und mit der Aufhebung des Edikts von Nantes 1685 durch Ludwig XIV. im Edikt von Fontainebleau das französische Ansehen bei den protestantischen Ständen gesunken war, änderte sich dies. Vor diesem Hintergrund unterstützte der Kurfürst von Brandenburg nun wieder den Kaiser und warb bei den Verwandten in Süddeutschland für eine Assoziation.
Die Augsburger Allianz von 1686 umfasste neben verschiedenen Reichsständen, dem Fränkischen, dem Oberrheinischen und dem Bayerischen Reichskreis sowie dem Kaiser auch ausländische Mächte wie Schweden und Spanien. Letztere waren in Gestalt des Burgundischen Reichskreises vertreten. Der Schwäbische Reichskreis beteiligte sich nicht. Ziel war es, den Status quo auf der Basis des Westfälischen Friedens, des Friedens von Nimwegen und des Regensburger Stillstandes von 1684 zu bewahren. Nicht in einem akuten Kriegsfall abgeschlossen, war das Bündnis betont defensiv angelegt. Aber wirklich wirksam geworden war das Bündnis nicht. Die meisten Beteiligten hatten den Vertrag nicht einmal ratifiziert. Als Ludwig XIV. den Pfälzischen Erbfolgekrieg begann, nannte er unter anderem die angeblich von diesem Bündnis ausgehende Gefahr als einen Kriegsgrund. Der Pfälzische Erbfolgekrieg ab 1688 ist insbesondere in der französischen Historiographie daher unter dem Namen Krieg der Augsburger Allianz bekannt.

## Frankfurter Assoziation

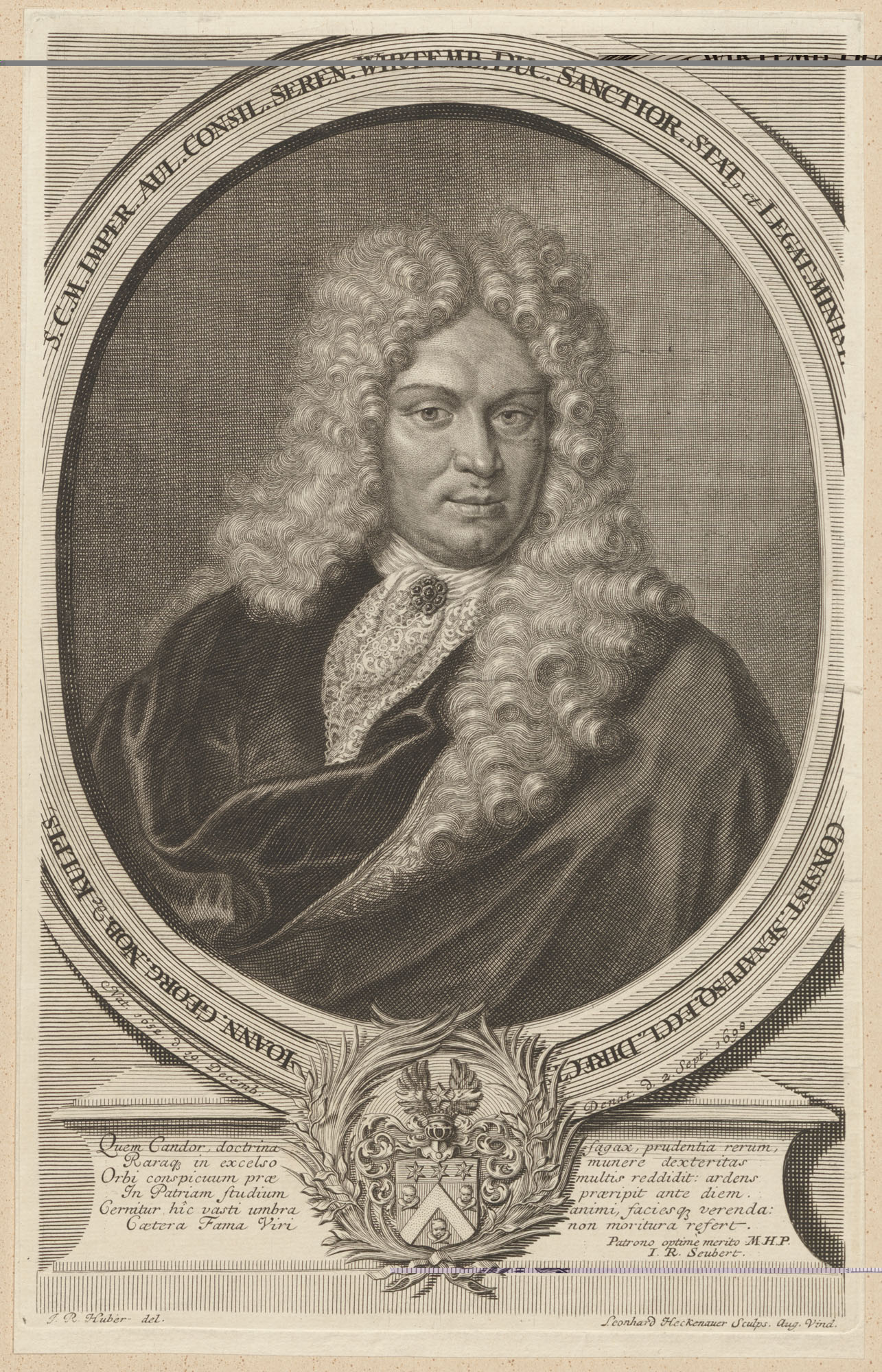
Johann Georg Kulpis

Während des Pfälzischen Erbfolgekrieges lag die Kriegslast zunächst auf den armierten Reichsständen, ehe insbesondere Markgraf Ludwig Wilhelm von Baden als kaiserlicher Befehlshaber die Vorbereitung eines militärischen Bündnisses aus dem Schwäbischen, Fränkischen und den rheinischen Reichskreisen betrieb. Ähnlich betätigte sich auch der Reichspublizist Johann Georg von Kulpis und der Mainzer Erzbischof Lothar Franz von Schönborn. Dies traf zunächst auf den Widerstand der armierten Reichsstände und auch des Kaisers, bis das Bündnis 1697 als Frankfurter Assoziation zu Stande kam. Es wurde beschlossen eine Armee von 40.000 Mann in Friedenszeiten und 60.000 Mann im Kriegsfall aufzustellen. Diese Zahl wurde nie erreicht, weil unter anderem den durch die Kriegsfolgen besonders betroffenen Reichskreisen am Rhein erhebliche Minderungen ihrer Verpflichtungen zugesagt wurden. Das Bündnis wurde von der internationalen Wiener Großen Allianz integriert. Bei den Verhandlungen zum Frieden von Rijswijk war das Bündnis beteiligt. Das Bündnis war erneut rein defensiv angelegt. Der Versuch, es über den Krieg hinaus zu verlängern, scheiterte.

## Nördlinger Assoziation
Der Fränkische und Schwäbische Reichskreis hatten schon im Jahr 1700 ihre frühere Nürnberger Assoziation in Heidenheim erneuert. Dabei ging es zunächst ausschließlich um den Schutz der eigenen Gebiete. Zu Beginn des Spanischen Erbfolgekrieges wollte die Assoziation zwischen Kaiser und Frankreich neutral bleiben. Darin bestärkt wurden die Akteure von bayerischer und französischer Seite. Gewisse Tendenzen zur Neutralität des Reiches gingen zunächst auch von dem Mainzer Erzbischof und Reichserzkanzler Lothar Franz von Schönborn sowie von dem bayerischen Kurfürsten Max Emanuel auf den Heilbronner Assoziationstag vom August 1701 aus.

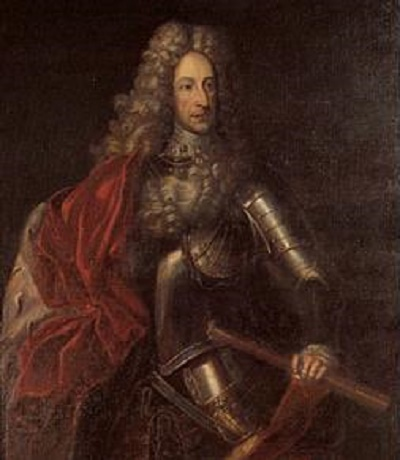
Ludwig Wilhelm von Baden hat maßgeblich zum Zustandekommen des Frankfurter Assoziationsrezesses beigetragen.

Der Mainzer Erzbischof wollte das Bündnis des Schwäbischen und Fränkischen Kreises um den Oberrheinischen, den Kurrheinischen und den Bayerischen Reichskreis erweitern. Dem widersetzte sich allerdings mit Württemberg einer der führenden Reichsstände Schwabens. Die Situation änderte sich, als Schönborn auf die Seite des Kaisers überging und mit diesem im Oktober 1701 einen Subsidienvertrag abschloss. Bereits zu dieser Zeit wurde die Idee einer Reichsbarriere im Elsass mit Grenzkorrekturen und der Besetzung von Festungen vorgesehen.
In der Folge näherten sich auch der Schwäbische und Fränkische Reichskreis dem Kaiser an. In der Nördlinger Assoziation (auch Nördlinger Traktat) vom März 1702 schlossen sich dann nach und nach der Kurrheinische, der Oberrheinische, der Niederrheinisch-Westfälische und der Österreichische Reichskreis zusammen. Durch letzteren war auch der Kaiser eingebunden. Zwar unterschieden sich die kaiserlichen und Mainzer Vorstellungen weiterhin, aber es war klar, dass die Assoziation auf kaiserlicher Seite in den Krieg eintrat. Bundeshaupt war von Schönborn.
Die Mächte der Großen Allianz sicherten der Assoziation zu, dass sie keinen Frieden ohne ihre Beteiligung schließen würden. Dies bedeutete faktisch die Anerkennung der Assoziation als kriegführende Macht. Nicht mehr nur einzelne Reichsstände, sondern auch Reichskreise beanspruchten damit das Recht, Bündnisse mit auswärtigen Mächten zu schließen. Dies war zwar nicht von den Bestimmungen des Westfälischen Friedens gedeckt, aber die Aufnahme der Assoziation durch die auswärtigen Mächte und den Kaiser in die Allianz bedeutete doch eine faktisch Anerkennung des Anspruches.

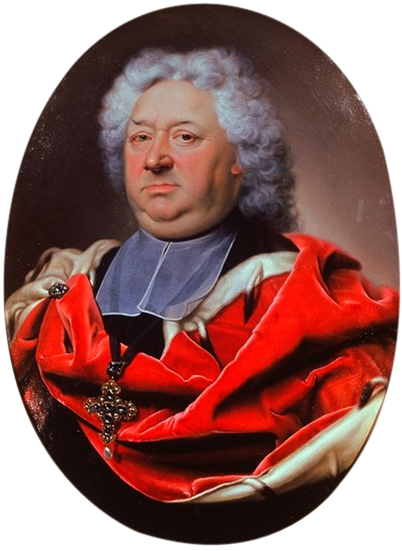
Lothar Franz von Schönborn spielte als Mainzer Kurfürst und Reichserzkanzler in der Assoziationspolitik eine wichtige Rolle (Bildnis von Christian Schilbach, 1715).

Die Assoziation stellte eine Armee mit zusammen 45.000 Mann auf. Der Fränkische Kreis stellte 8.000, der Schwäbische über 10.000, der Kurrheinische 6.500, der Oberrheinische 300 und der Österreichische 16.000 Mann. Die Armee wurde dem Markgrafen Ludwig Wilhelm von Baden unterstellt und operierte im Süden des Rheins. Das Bündnis schrumpft im Laufe der Zeit auf die vier Vorderen Reichskreise zusammen.
Seit 1709 kam es zu einer gewissen Entfremdung zwischen der Assoziation und dem Kaiser. Die Assoziation plante zwischen 1709 und 1711, ein fortdauerndes Bündnis mit den Seemächten Großbritannien und den Niederlanden über das Kriegsende hinaus. Vor diesem Hintergrund kam es zu mehreren Assoziationstagen. Das Bündnisprojekt mit den Seemächten, zu dem die Assoziation 8.000 Mann, Großbritannien und die Niederlande 20.000 Mann stellen wollten, sah auch die gegenseitige Unterstützung außerhalb der Reichsgrenzen vor. Damit wären diese Truppen aus den Reichskreisen nicht mehr dem kaiserlichen Oberkommando unterstellt gewesen. Durch das Ausscheiden der Seemächte aus dem Krieg wurde das Bündnis nicht mehr wirksam.
Hinsichtlich der Forderungen für einen Friedensschluss spielte die sogenannte Reichsbarriere eine wichtige Rolle, wie sie für die Spanischen Niederlande beschlossen worden war. In diesem Zusammenhang gab es unterschiedliche Standpunkte zwischen Joseph I. und der Assoziation. Der Mainzer Kurfürst hatte als Sprecher der Assoziation auch die Wiedergewinnung des Elsass und der übrigen seit 1552 verloren gegangenen Gebiete gefordert. Er fand dabei unter den anderen Kurfürsten eine Mehrheit, konnte aber nicht die Zustimmung des Kaisers erreichen.
Die Reichskreise spielten bei den Vorverhandlungen zum Frieden ab 1709 kaum mehr eine Rolle. Zu den Verhandlungen in Utrecht ab 1712 konnten der Fränkische, der Schwäbische und der Oberrheinische Reichskreis allerdings eigene Delegationen entsenden. Ihr Einfluss blieb aber gering und die Gesandtschaften wurden auf Betreiben des Kaisers 1713 abgezogen. An den Verhandlungen in Baden waren die Kreise nur als Teil der kaiserlichen Delegation vertreten. Trotz nur zeitweiliger Teilnahme an den Verhandlungen hatten die Reichskreise über die Assoziation ihre Bedeutung erweitern können. Nach dem Friedensschluss verloren sie einen Großteil dieser Bedeutung wieder.
Im Zusammenhang mit den Friedensverhandlungen kam es im Oktober 1713 zu einem Treffen der Mitglieder der Assoziation. Diese standen der Entwicklung kritisch gegenüber, mussten sich aber kaiserlichem Druck beugen. Sie hatten fortan ihre Truppen auf Wunsch auf Seiten des Kaisers einzusetzen. Ein Frankfurter Assoziationstag vom 20. Juni 1714 stimmte dem im Frankfurter Rezess zu.

## Bedeutungsverlust
Die allgemeine politische Entwicklung verhinderte, dass die Assoziation eine halbwegs eigenständige Politik betreiben konnte und zwang sie auf die Seite des Kaisers. Der Kaiser konnte danach die Assoziation in Kriegszeiten einberufen. Dabei waren im Kriegsfall die Aufstellung von 120.000 Mann vorgesehen. Im Jahr 1727 wurden die Truppenkontingente erhöht.
Das Nördlinger Bündnis wurde wegen seiner Dauerhaftigkeit auch als ewige Assoziation der Vorderen Kreise bezeichnet. Eine formale Spitze hatte es nicht. Entscheidungen wurden durch einen Assoziationstag getroffen. Aktiv wurde die Assoziation nur in Zeiten der Krise.
Im Jahr 1733 wurde im Zusammenhang mit dem Polnischen Erbfolgekrieg die Assoziation wieder durch Aufstellung von Truppen tätig. Der Kaiser überging die Assoziation, als er 1735 den Wiener Vorfrieden schloss.
Der im Zusammenhang mit dem Österreichischen Erbfolgekrieg einberufene Kongress der Assoziierten mit einer pro-österreichischen Tendenz fand wenig Resonanz. Auf Druck Frankreichs, Bayerns und Preußens wurde das Bündnis nicht im österreichischen Sinne erneuert. Ebenso wenig gelang 1742 eine Erneuerung im Sinne des Wittelsbachers Karl VII. Im Jahr 1748 wurde aus den Kreisen Franken, Kurrhein, Oberrhein, Österreich und Teilen Schwabens die Assoziation zu Gunsten Österreichs wieder aktiviert. Sie hatte aber wenig Bedeutung. Das Renversement des alliances 1756 machte aus österreichischer Sicht eine Assoziation zum Schutz vor Frankreich unnötig.
Im Ersten Koalitionskrieg versuchten Österreich und Preußen 1791/1792 die Assoziationsidee wieder zu beleben. Resonanz fanden diese Bemühungen lediglich in Schwaben. Gegen Ende des Alten Reiches gab es noch einmal Bestrebungen zu einer Kreisassoziation der Vorderen Reichskreise. Dieses Vorhaben stieß aber auf die Ablehnung Österreichs.